# Hypometalla
Hypometalla is een geslacht van vlinders van de familie spanners (Geometridae), uit de onderfamilie Ennominae.

## Soorten
- H. mimetata Felder & Rogenhofer, 1874
- H. purpurea Warren, 1906
- H. scintillans Warren, 1906